# Amorphophallus haematospadix
Amorphophallus haematospadix là một loài thực vật có hoa trong họ Ráy (Araceae). Loài này được Hook.f. mô tả khoa học đầu tiên năm 1893.